# Diena (diari)
|  | Aquest article tracta sobre al diari letó. Si cerqueu altres significats, vegeu «Diena». |

Diena (traduïble com a "El Dia") és un diari de circulació nacional en llengua letona a Letònia, publicat des del 23 de novembre de 1990. Des de la seva privatització el 1993, és propietat del grup mediàtic suec Bonnier. L'any 2009, juntament amb el diari, i l'empresa germana, Dienas Bizness, va ser venut al grup inversor propietat de Jonathan i David Rowland. El 6 d'agost de 2010, l'empresari letó Viesturs Koziols va adquirir una participació del 51% de la societat anònima Diena.
El 2002 l'editorial va ser multada per articles publicats el 1998 que criticaven el llavors ministre d'Economia Laimonis Strujevičs. El 2007 el Tribunal Europeu de Drets Humans pronuncià que la multa constituïa una violació de la llibertat d'expressió.
Diena tenia 18.277 abonats al desembre de 2009, davant de 26.866 al febrer de 2009, i 41.471 a l'abril de 2000. L'any 2007, el diari va passar de format berliner a format compacte. L'edició en rus es va interrompre l'any 2000.